# Модестас Пітренас
Модестас Пітренас (лит. Modestas Pitrėnas; *15 вересня 1974, Вільнюс) — литовський диригент. Керівник оркестру Латвійської національної опери (з 2009).

## Біографія
Закінчив Литовську академію музики як хоровий диригент (1997), а потім повторно за класом оперно-симфонічного диригування у Юозаса Домаркаса (2003). У тому ж році розділив з Александром Марковичем першу премію Міжнародного конкурсу диригентів імені Гжегожа Фітельберга. У різні роки займався також на майстер-класах Йорма Панулія, Еса-Пекка Салонена та інших відомих фахівців.
З 1990 керував власним молодіжним хором «Псалом» (лит. Psalmos), гастролював з ним по Європі і США. У 2000-2004 викладав у Вільнюській Семінарії Святого Йосифа і керував її студентським хором.
З 2000 почав займатися оперними постановками в Клайпедському музичному театрі. В останні роки — керівник Каунаського симфонічного оркестру, виступає також з Литовським державним симфонічним оркестром, виконуючи твори Бетховена, Шумана, Малера, Дебюссі, Лютославського.
Восени 2009 Пітренас очолив оркестр Латвійської опери.